# Cui Ruzhuo
Este nombre sigue la onomástica china, el apellido es Cui.
Cui Rutuo (Pekín, 1944) es un calígrafo, experto y coleccionista sinoestadounidense. Es doctor honoris causa en Arte de la Universidad Dewey de Nueva York (EE. UU.) y actualmente es supervisor de doctorado en la Academia de Arte de China. Ha coleccionado un número considerable de obras pictóricas y caligráficas de maestros del arte de todas las generaciones, desde obras clásicas de las dinastías Song, Yuan, Ming y Qing hasta maestros modernos. Estableció el récord más alto para una sola obra de un pintor chino contemporáneo en el mercado internacional de subastas y fue seleccionado como uno de los diez mejores talentos artísticos de China en 2004.

## Experiencia personal
Nació en Xinjiekou, distrito de Xicheng, Pekín, en 1944. En 1958, un vecino le presentó a dos famosos paisajistas, Qin Zhongwen y Hu Peiheng, en la Academia de Pintura de Pekín. En 1960, estudió formalmente pintura de gran formato de flores y pájaros bajo la tutela de Li Kouchan. Se trasladó a Estados Unidos en 1981 y fue invitado por la Asociación de Investigación de Arte Chino de Nueva York a dar una conferencia sobre la tinta y el lavado chinos modernos en el Lincoln Center for the Arts de Nueva York, donde adquirió fama al otro lado del océano.
Poco después, sus obras se llevaron a Taipéi y aprobadas por Huang Junbi y Zhang Daqian, dos maestros de la pintura china, y la noticia se extendió a Nueva York, donde la alta sociedad chino-estadounidense empezó a prestar atención a sus cuadros y a coleccionarlos; ese mismo año, fue nombrado profesor visitante de la Universidad Dewey de Nueva York, y luego se convirtió en vicepresidente de la Asociación de Investigación de Arte Chino de Nueva York. En 1992, anunció que dejaría de pintar y viajó por el mundo para estudiar pintura y caligrafía y coleccionar obras de arte; en 2002, entró en la tercera cumbre de su obra en su estudio de Pekín. Universidad de Pekín, China Talent Magazine y otras siete instituciones como uno de los diez mayores talentos artísticos de China en 2004. En octubre de ese mismo año, la nave espacial Shenzhou VI fue lanzada con éxito, y para dar más significado cultural a Shenzhou VI, el pergamino de pintura "Oda a la paz" creado por el Sr. Cui Ruzhuo fue elegido como recuerdo para acompañar a Shenzhou VI en su viaje al espacio. En la subasta de primavera de Christie's en Hong Kong, el 29 de mayo de 2006, la obra maestra de Cui Ruzhuo "Nieve voladora sobre mil montañas" se vendió por 15 millones de dólares de Hong Kong, el precio más alto jamás pagado por una sola obra de un pintor chino contemporáneo en el mercado internacional de subastas, inaugurada en Pekín ese mismo año. 
Invitado por el Gran Salón del Pueblo, Cui Ruzhuo creó en 20 días un gran cuadro de pájaros y flores de 18 metros de ancho y 2,8 metros de largo. El cuadro se inauguró en el Gran Salón del Pueblo el 26 de enero de 2011 y se colgó en la parte posterior de "Una montaña tan hermosa", en el lado norte del claustro de la primera planta del Gran Salón del Pueblo. En 2013 se inauguró el Museo de Arte Cui Ruzhuo en Hong Kong y Tokio, y en 2016 se celebró una exposición itinerante en Rusia. Sus pinturas y caligrafías han ganado numerosos premios por sus logros artísticos en exposiciones internacionales y son ampliamente coleccionadas por celebridades de todos los ámbitos de la vida.

## Premios y distinciones
El 3 de febrero de 2023, ocupó el tercer puesto en la Clasificación del Índice de Popularidad de Pintores Chinos Famosos en enero de 2023, publicada por el Sitio Web Nacional de Arte de China.
En junio de 2022, se publicó la Hurun China Art List 2022, con Cui Ruzhuo, de 78 años, como el artista vivo más exitoso de China por octavo año consecutivo, con una facturación de 610 millones de yuanes en el último año y un total de 5.700 millones de yuanes en los ocho años en la cima de la lista.
En noviembre de 2021, Shanghai International Commodities Auction Co., Ltd. y el Instituto de Investigación Hurun publicaron hoy la Lista Mundial de Arte de la Subasta Nacional de Shanghai-Hurun de 2021, que situaba a Cui Ruzhuo como el artista chino número 1.
En marzo de 2018, el Instituto de Investigación Hurun publicó la Lista de Arte Hurun 2018, en la que el calígrafo y pintor de 74 años Cui Ruzhuo encabezó la Lista de Arte Hurun por cuarto año consecutivo, con un aumento del 25,6 % en la facturación con respecto al año 2017, alcanzando los 1 030 millones de RMB.
Una sola pieza de Lotus Breeze in Bloom se vendió por 128 millones de dólares de Hong Kong en la subasta de otoño de Christie's Hong Kong en 2011.
En 2005, fue seleccionado por siete instituciones, entre ellas la UNESCO, la Universidad de Pekín y la revista China Talent, como uno de los diez mejores talentos artísticos de China en 2004;
En 1988 Participó en la Primera Exposición Internacional de Pintura en Tinta de Pekín, obteniendo el Premio a la Excelencia por su obra "Sueño de montañas";
En 1982, participó en la Bienal Internacional de Arte de Nueva York, siendo el único pintor chino seleccionado, y su obra "Ritmo de otoño" fue galardonada por el jurado con el "Nomination Award";

## Obra[1]
Selección de obras paisajísticas de Cui Ruzhuo
Selección de obras de Cui Ruzhuo sobre flores y pájaros
Técnica de Cui Ruzhuo para pintar lotos
Pinturas de Cui Ruzhuo
Colección completa de pintores famosos - Cui Ruzhuo
Cui Ruzhuo's Finger-ink Landscape Hundred Open Booklet (en inglés)